# Zirkusbecher

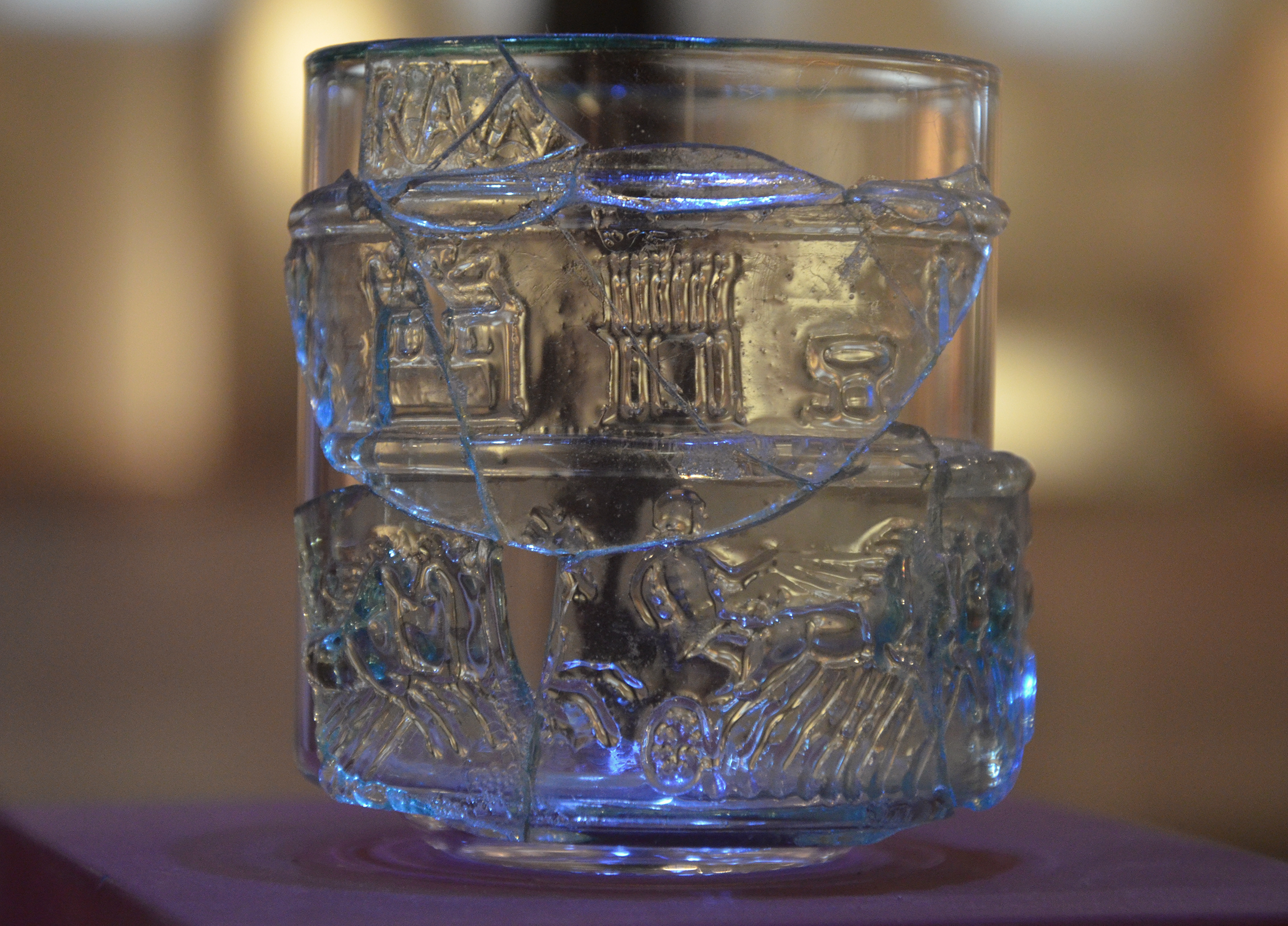
Unvollständig erhaltener Zirkusbecher aus fast transparentem Glas im Musée Saint-Raymond in Toulouse
Oberes Register: Inschrift mit Namen der Wagenlenker, erhalten nur die Buchstaben RAM
Mittleres Register: Säulen und Statuen im Circus
Unteres Register: Wagenrennen mit vier Pferdegespannen

Als Zirkusbecher wird eine Gruppe antiker römischer Glasbecher bezeichnet, deren als Relief gestaltete Außenseite Wagenrennen abbildet. Der Name leitet sich von den Spielstätten dieser Sportveranstaltungen ab, die lateinisch als Circus bezeichnet werden. Gelegentlich kommen auch sehr ähnliche Gefäße mit Darstellungen anderer sportlicher Wettkämpfe vor, die auch als Gladiatorenbecher beziehungsweise als Athletenbecher benannt werden. In der Forschung ist noch umstritten, ob es sich um Andenken an bestimmte einzelne Wettkämpfe zwischen den dargestellten Sportlern handelt oder lediglich um dekorierte Glasgefäße für den regulären Handel, deren Verzierung Fans der entsprechenden Sportarten ansprechen sollte.

## Aussehen und Dekor

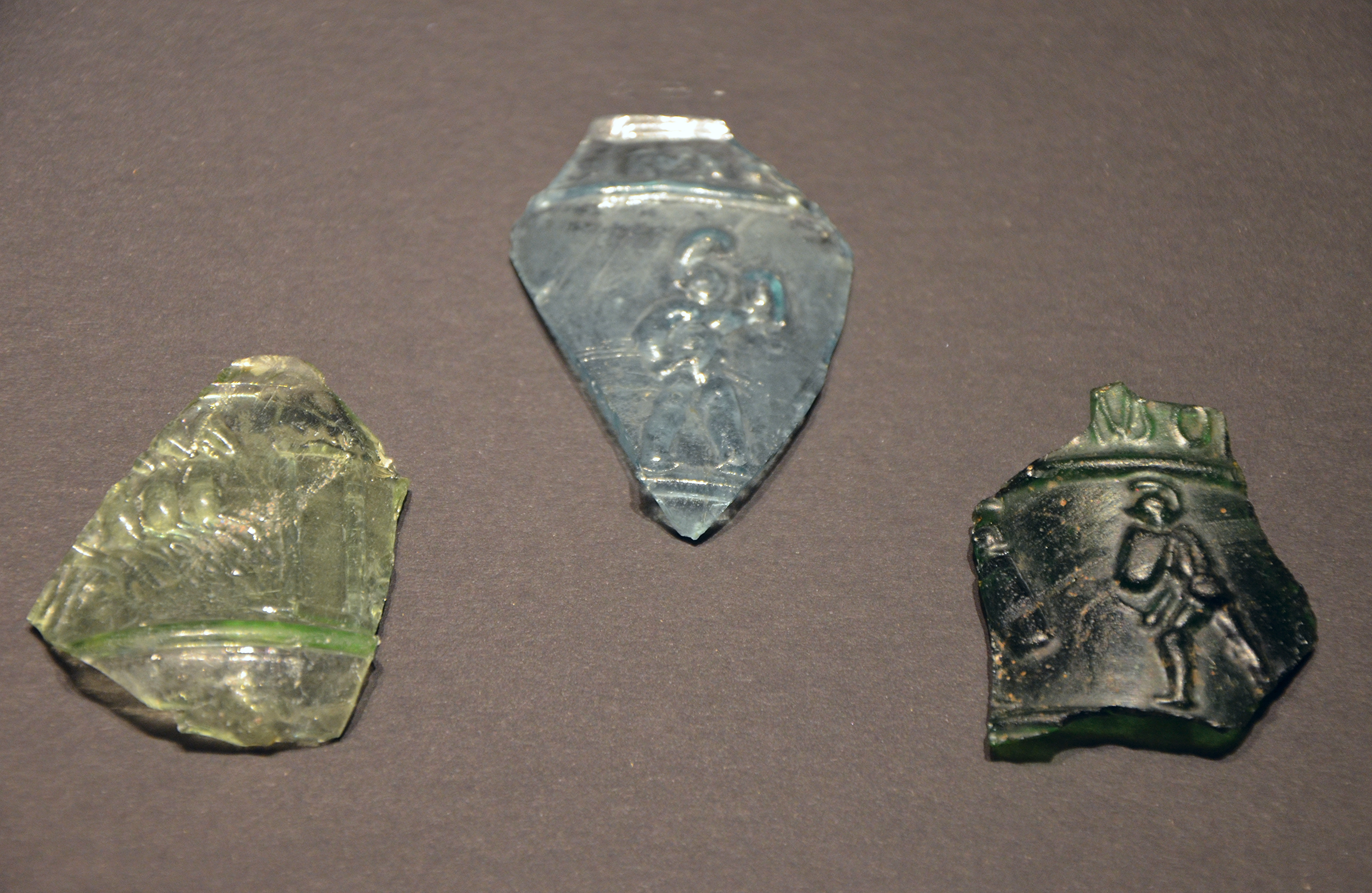
Fragmente unterschiedlich gefärbter Zirkus- und Gladiatorenbecher im Römisch-Germanischen Museum in Köln

Die klassischen Zirkusbecher sind von zylindrischer Form, bei Gladiatorenbechern und verschiedenen Sonderformen kommt auch eine etwas ausladendere, annähernd eiförmige Form vor. Sie bestehen in der Regel nicht aus entfärbtem Glas, sondern konnten je nach mineralischen Bestandteilen der Glasmasse unterschiedliche blasse Farbtöne zwischen hellblau, hellgrün und hellbraun annehmen.
Die Reliefverzierung auf der Außenseite ist in der Regel in zwei oder drei übereinander angeordnete Register unterteilt. Eine häufige Anordnung beinhaltet im obersten Register eine Inschrift mit den Namen der vier teilnehmenden Wagenlenker, im mittleren (und größten) Register die vier Pferdegespanne während des Wettkampfes und im untersten Register eine Jagdszene, in der Hasen oder andere Wildtiere von abgerichteten Jagdtieren verfolgt werden. In der Darstellung des eigentlichen Wagenrennens ist einer der Lenker oft dadurch hervorgehoben, dass er einen Lorbeerkranz in der Hand hält und seine Pferde bereits zum Stehen gekommen sind, er also anscheinend als Sieger aus dem abgebildeten Rennen hervorgegangen ist. Zwischen den Pferdegespannen sind üblicherweise Architekturelemente zu sehen, die auf der Mauer in der Mitte antiker Wagenrennbahnen (Spina) aufgestellt waren, darunter die Wendemarken (Metae) und Obelisken. Sowohl die Anordnung der Register als auch die dargestellten Motive können jedoch auch variiert werden. Neben den drei genannten häufigen Darstellungen kommen dabei auch andere Inhalte vor, zum Beispiel rein geometrische Verzierungen (Muster aus X-förmigen Motiven), Siegerkränze oder Register, auf denen ausschließlich Architekturelemente des Circus zu sehen sind.

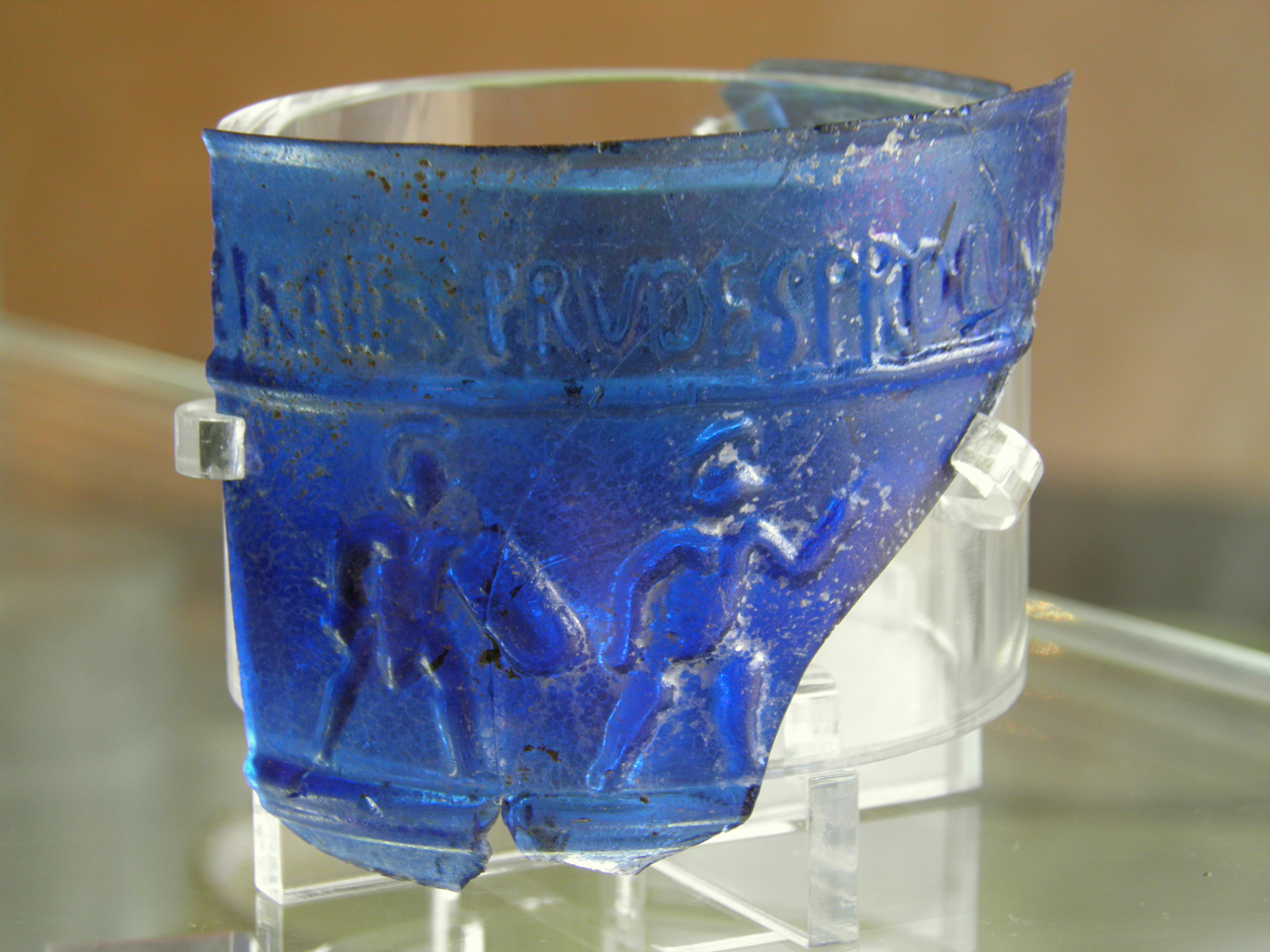
Zylindrischer Gladiatorenbecher aus dem 1./2. Jahrhundert im Museum Lugdunum in Lyon

Die Gladiatorenbecher weisen in der Regel zwei Register auf, von denen das obere die Namen der Kämpfer nennt, während das untere eine Szene mit kämpfenden und teilweise auch schon am Boden liegenden Gladiatoren zeigt. Die selteneren eiförmigen Gladiatorenbecher zeigen demgegenüber drei Register. Die Namen der Kombattanten sind hierbei in die Kampfszene im unteren Register integriert, während die Inschrift im oberen Register den Hersteller vermutlich des Glases, einen gewissen Marcus Licinius Diceus, nennt. Dieselbe ausladende Form haben die ebenfalls seltenen Kombinationen aus Zirkus- und Gladiatorenbecher, bei denen das eine Register ein Wagenrennen zeigt, das andere einen Gladiatorenkampf – die Namen der Beteiligten stehen auch hier direkt zwischen den dargestellten Personen statt in einem separaten umlaufenden Textband. Weitere Sonderformen zeigen in den Bildfriesen kämpfende oder trainierende Athleten, stolzierende Rennpferde oder stehende Personen, denen die Göttin Victoria zur Belohnung für einen sportlichen Sieg einen Kranz aufsetzt.
Moderne Reproduktionen von Zirkus-, Gladiatoren- und Athletenbechern

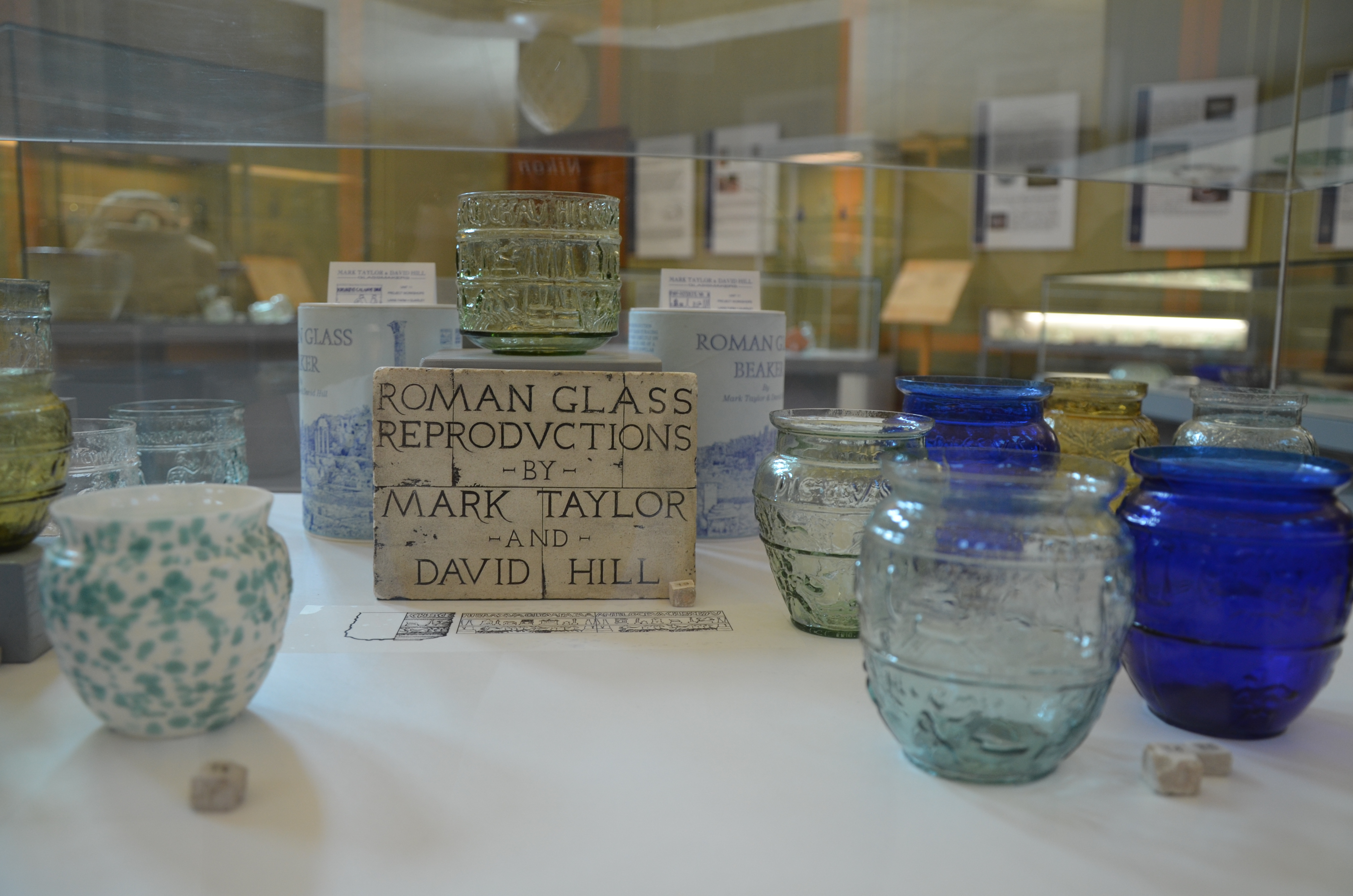
Mittig ein typischer Zirkusbecher, rechts mehrere eiförmige Gladiatorenbecher nach Vorbildern des Marcus Licinius Diceus
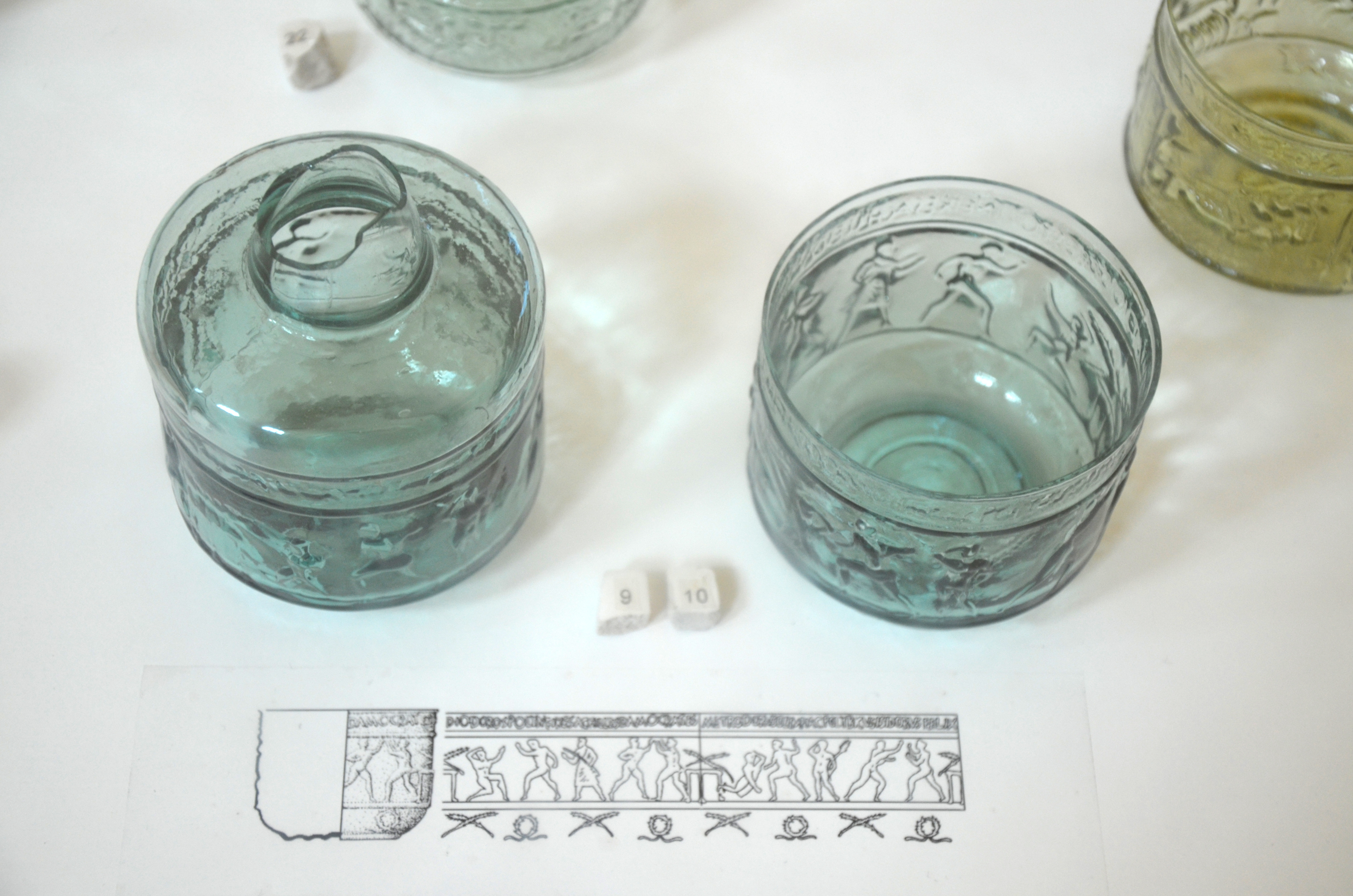
Athletenbecher mit Sportlernamen (oben), Kampfszene (Mitte) und Siegerkränzen (unten); vor den Reproduktionen eine Umzeichnung des Dekors
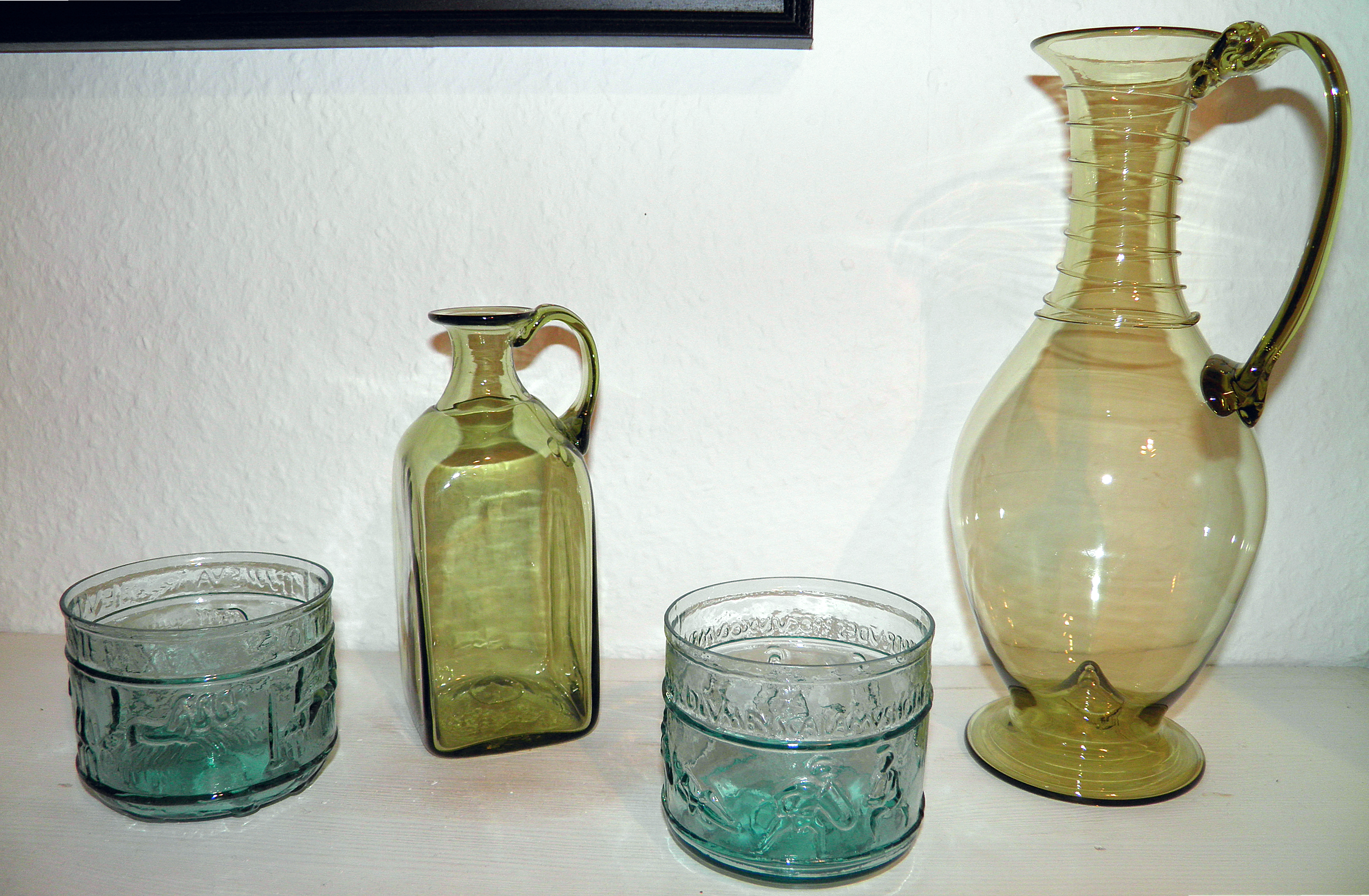
Zirkusbecher (links) und Gladiatorenbecher (zweites Gefäß von rechts) neben weiteren Reproduktionen römischen Glases

## Inschriften und Interpretation

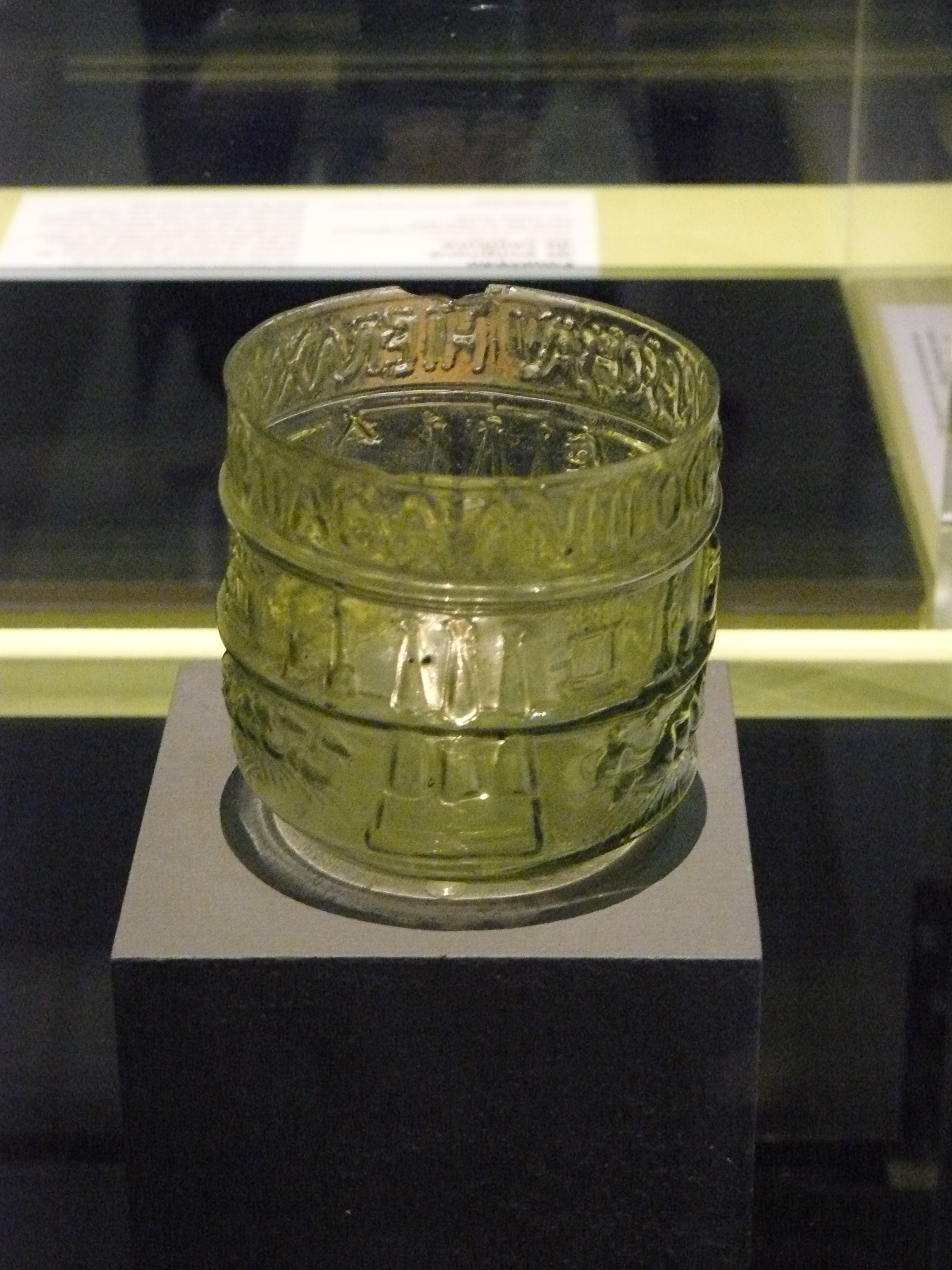
Zirkusbecher aus Camulodunum (heute Colchester) mit der Inschrift „Hierax va(le) Olymp{a}e va(le) Antiloce va(le) Cresce(n)s va(le)“

Die Inschriften nennen in der Regel vier Personennamen in der Anredeform (Vokativ), gefolgt von der Buchstabenfolge „VA“, so auf einem Beispiel aus dem belgischen Couvin: „Pyrame va(le) – Eut(y)ce va(le) – Ierax va(le) – Olympe va(le)“. Das „VA“ ist eine Abkürzung für „vale“ (lateinisch sinngemäß für „Viel Erfolg!“) oder „vade“ (lateinisch wohl sinngemäß für „Fahr los!“/„Auf geht’s!“). Im genannten Beispiel werden demnach die vier Wagenlenker Pyramus, Eutyc(h)es, (H)ierax und Olympus für den Kampf angefeuert, der weiter unten auf dem Gefäß abgebildet ist.
Auf manchen Gefäßen steht bei einem der vier Namen die Buchstabenfolge „AV“ statt „VA“. Dabei könnte es sich um einen simplen Schreibfehler handeln, es wäre aber auch möglich, dass der so gekennzeichnete Sportler als Sieger oder Favorit hervorgehoben werden sollte. „AV“ wäre demnach die Abkürzung für „Ave“ („Sei gegrüßt!“), während das „Vade“ bei den restlichen drei Teilnehmern dann auch ein spöttischer Abschiedsgruß an die Verlierer sein könnte (frei übersetzt „Tschüss, ihr Loser!“). Da die Kombination aus „AV“ und „VA“ aber nur auf manchen Gefäßen auftritt, während viele Zirkusbecher alle vier Namen mit „VA“ kennzeichnen, ist diese Interpretation nicht sicher. Schließlich gibt es noch Gefäße, auf denen der Sieger klar durch die Buchstabenkombination „VIC“ für „victor“ (lateinisch für „Sieger“) gekennzeichnet ist.
Die Namen der Sportler kehren teilweise auf verschiedenen Gefäßen in unterschiedlichen Kombinationen wieder und zeigen, welche „Stars“ zur Verbreitungszeit dieser Gläser beliebt waren. Manche der Namen finden sich sogar in anderen inschriftlichen oder literarischen Quellen dieser Zeit wieder, auf dem gezeigten Beispiel aus Camulodunum beispielsweise Crescens, dessen sportliche Erfolge durch eine ausführliche Ehreninschrift aus Rom bekannt sind. Da aber weder die Datierung noch die räumliche Verbreitung der Glasbecher völlig zu dem aus der Reichshauptstadt bekannten Crescens passt, ist unsicher, ob wirklich dieselbe Person gemeint ist. Ebenfalls vermutlich auf Zirkus- und Gladiatorenbechern belegt sind beispielsweise der Gladiator Spiculus, den Sueton als Günstling des Kaisers Nero beschreibt, Prudes, der auch in einem Graffito aus Pompeji genannt wird, und Petraites, der außer in pompejanischen Graffiti auch in dem Werk Satyricon des Titus Petronius vorkommt und dort als Lieblingsgladiator der Hauptfigur Trimalchio geschildert wird.
Mit diesen Unklarheiten eng verbunden ist die Frage nach der konkreten Interpretation der Inschriften und Darstellungen auf den Zirkusbechern, die ebenfalls noch nicht eindeutig beantwortet ist. Eine Forschungshypothese besagt, dass die Zirkusbecher an bestimmte einzelne Sportereignisse erinnern sollten. Ein solcher Becher, der durch die Namen der teilnehmenden Wagenlenker genau auf eine einzige Veranstaltung zugeschnitten war, hätte demnach als Souvenir an die Teilnehmer dieses spezifischen Wettkampfs verkauft werden können. Es gibt jedoch auch die Möglichkeit, dass die Darstellungen tatsächlicher Wagenlenker eine reine Marketingstrategie waren, durch die die Glasbecher im ganzen Reich an die Fans bestimmter Wagenlenker oder des Zirkussports im Allgemeinen verkauft werden konnten.

## Herstellung und Verbreitung

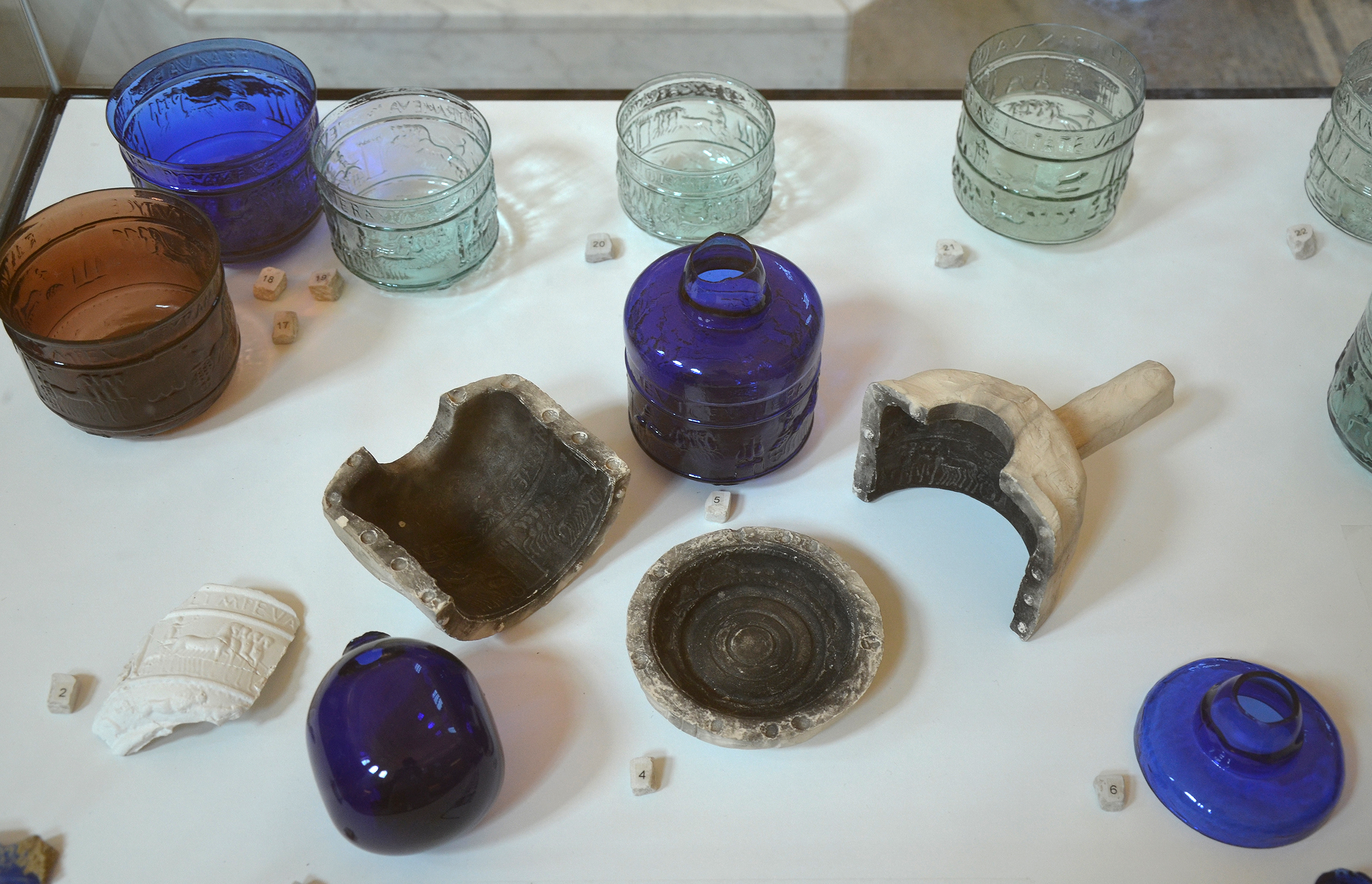
Museumsvitrine im Archäologiepark Villa Borg mit modernen Replikaten römischer Zirkusbecher (von Mark Taylor und David Hill) und einer dreiteiligen Tonform für die experimentalarchäologische Herstellung eines Zirkusbechers

Zirkusbecher und verwandte Gefäßtypen sind formgeblasen. Es wurde also eine mehrteilige Form aus Keramik hergestellt, in deren Innenseite der vorgesehene Dekor als Negativ eingearbeitet wurde. Nach Zusammensetzung der Keramikteile wurde durch eine oben freigelassene Öffnung das Glas mit einer Glasmacherpfeife hineingeblasen, sodass das entstehende Glasgefäß die Form der Keramik annahm und die darin modellierten Motive auf der Außenseite des Gefäßes als Erhebungen erschienen. Sobald nach einigen Sekunden die Glasmasse etwas erkaltet war, konnten die Keramikteile entfernt werden und die Nachbearbeitung des Zirkusbechers erfolgen.
Die Funde von Zirkusbechern stammen – mit einer einzigen Ausnahme – ausschließlich aus den westlichen Provinzen des Römischen Reiches, wo sie auffallend häufig an militärisch geprägten Fundorten wie Kastellen aufgefunden werden. Datiert werden die bekannten Exemplare grob ins 1. und frühe 2. Jahrhundert n. Chr., also die frühe Kaiserzeit. Ob alle bekannten Zirkusbecher in einer zentralen Werkstatt hergestellt wurden oder ob es mehrere über das Römische Reich verbreitete Produktionszentren gab, ist nicht sicher. Als zentrale Produktionsregion wurde beispielsweise die Italische Halbinsel vorgeschlagen, aber unter anderem auch die Gegend um Vindonissa (heute Windisch AG in der Schweiz) oder Britannien, von wo jeweils relativ viele Zirkusbecher stammen, sowie das Rhonetal. Aus der Osthälfte des Reiches und aus anderen Zeiträumen sind ähnliche Motive auf verzierten Glasbechern bekannt, die jedoch in anderen Techniken (Schliffglas, bemaltes Glas) hergestellt wurden und daher nicht zu den Zirkus- und Gladiatorenbechern im engeren Sinn gezählt werden.
Beispiele für vergleichbare Darstellungen aus der östlichen Reichshälfte

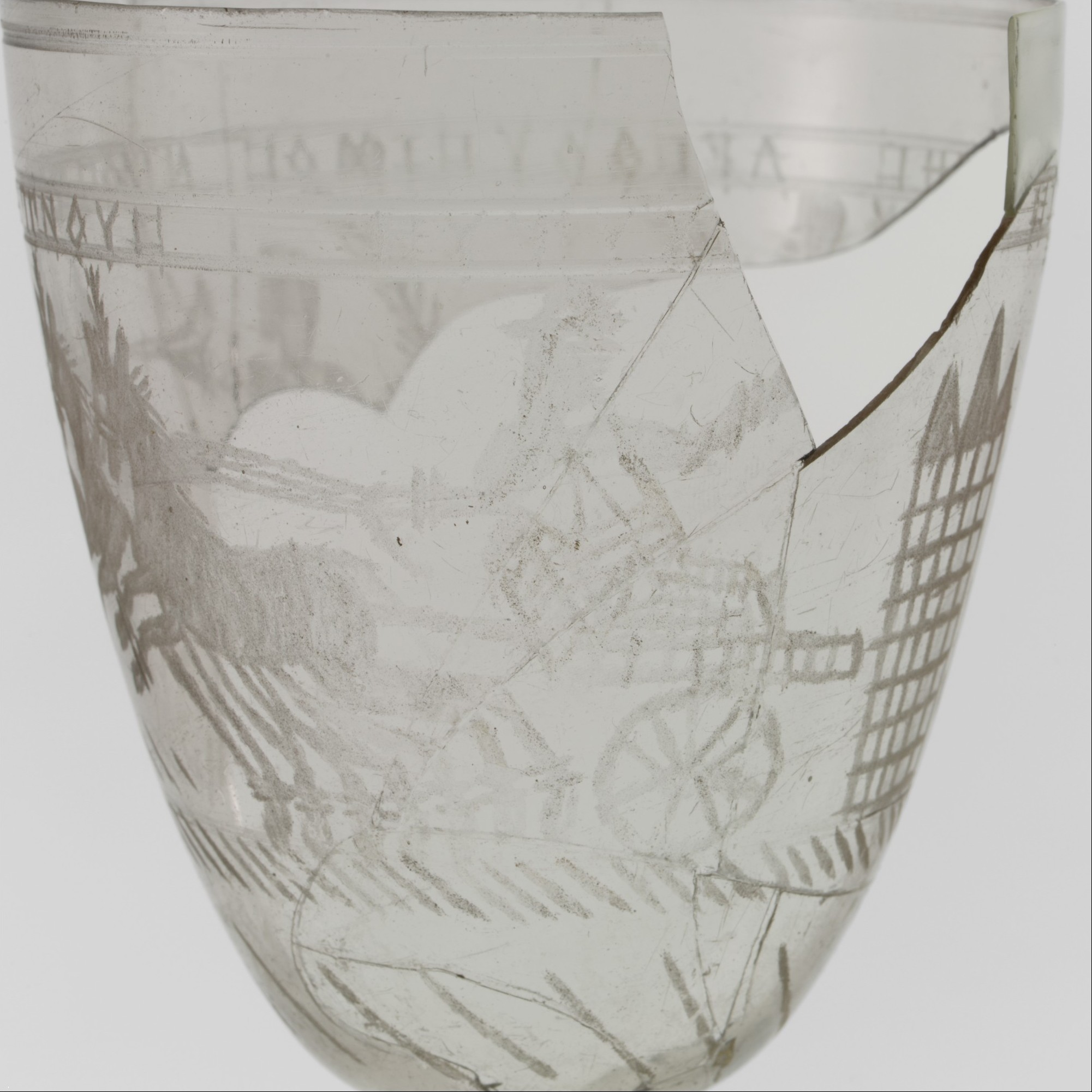
Glasbecher aus dem östlichen Mittelmeerraum; der Schliffdekor zeigt ein siegreiches Gespann und nennt die Namen des Lenkers sowie der Pferde (4. Jh. n. Chr.)
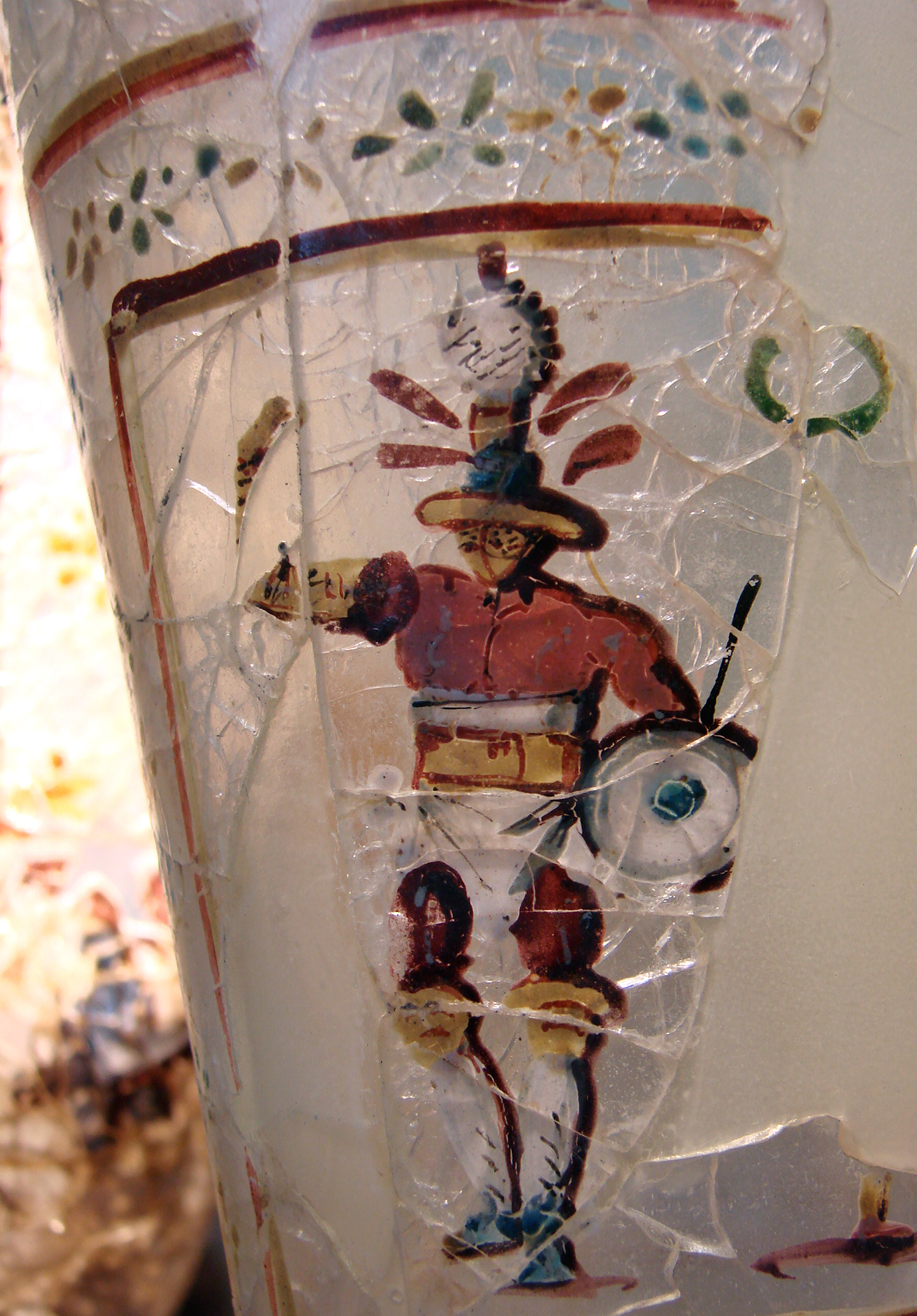
Becher mit gemalter Gladiatorendarstellung aus dem östlichen Römischen Reich, gefunden im Schatz von Begram (Afghanistan)
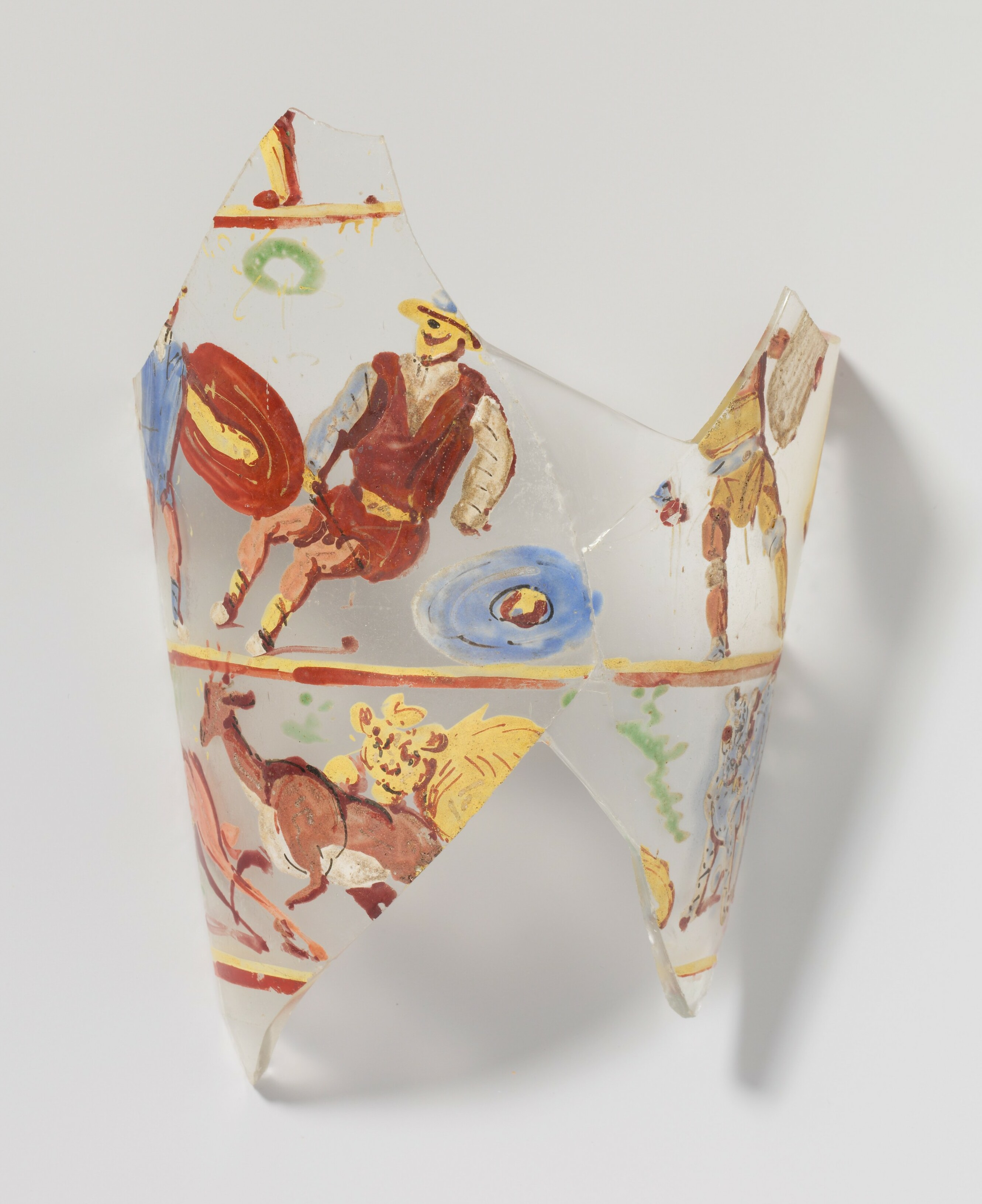
Teile eines Glasbechers mit gemalten Gladiatoren- und Jagdszenen, wohl aus Ägypten (etwa 2. Jh. n. Chr.)